# Língua yazgulyam
A língua Yazgulyam (também chamada Yazgulyami, Iazgulem, Yazgulam; em tajique:  yazgulomi) é membro do subgrupo sudeste das línguas iranianas, falado por cerca de 9 mil pessoas ao longo do rio Yazgulyam em Gorno-Badakhshan, Tajiquistão. Juntamente com a língua shughni, é classificado no subgrupo Shugni-Yazgulami do grupo das línguas pamir. Praticamente todos os falantes são bilíngües na língua tajique.
O povo Yazgulyam é uma exceção entre os falantes das línguas Pamir, pois não aderiu ao ismaelismo.

## Dialetos
A língua yazgulami consiste em dois dialetos: um deles é falado mais no alto das montanhas, o outro mais em baixo. As diferenças não são significativas e estão limitadas ao vocabulário. Diferenças no vocabulário também são detectáveis entre as línguas usadas em diferentes aldeias nas montanhas mais baixas. A extinta língua Vanji (Vanži) está intimamente relacionada com Yazgulami. Outras línguas faladas no Pamir diferem grandemente da língua yazgulami. As disparidades são maiores no vocabulário.

## História
A língua foi registrada pela primeira vez pelo viajante russo G. Arandarenko em 1889, listando 34 palavras Yazgulami registradas em 1882. A língua foi descrita em maior detalhe pelo linguista francês Robert Gauthiot em "Notas sur le yazggoulami, dialeto iranien des Confins du Pamir  (1916).
Em 1954, os yazgulamis que viviam nas encostas das montanhas foram reassentados, cerca de 20% deles à força, no vale do rio Vakhsh, onde vivem dispersos entre os tadjiques, uzbeques, russos e outros grupos étnicos.

## Fonologia
A fonologia da língua yazgulyam difere do tipo básico "Shugni-Roshani" em seu sistema de consoantes dorsais: além das oclusivas velares e uvulares g, k, q e fricativas  x̌ γ̌, x, γ, Yazgulami possui uma série palatalizada e uma labialzada transcritas como ḱ, ǵ (velares palatizadas), k° g° x°  (velares labializadas, não há fricativa vocal velar labializada) e q ° x ° γ ° (labializados uvulares). Um número significativo de consoantes labializadas corresponde etimologicamente a proto-iraniano *Cv ou *Cu, por ex. x° arg  < * hvaharā-  "irmã", enquanto outras não estão relacionadas com o proto-iraniano  , por ex. sk° on < skana-  "filhote de cachorro".
Esse sistema tríplice de articulação dos dorsais foi comparado tipologicamente às três linhas reconstruídas de dorsais na língua proto-indo-européia.

## Morfologia
No passado, Yazgulyam tinha a marcação tripartite - uma das poucas línguas no mundo a tê-la em tudo. Isso significa que o sujeito de uma sentença intransitivo é tratado diferentemente do sujeito e do objeto de uma sentença transitiva;.

## Escritas
A língua Yazgulyam é escrita tanto com o alfabeto latino como com o cirílico, em ambos os casos com 45 símbolos que incluem as letras tradicionais, as com diacríticos diversos e também letras próprias. 

## Amostra de texto
Lucas 2:1 – 7
Escrita latina
Yoγa vad ḱe du miϑaϑ naž Awgust — poččoyi Rum — hukm mad ḱe әn kәli sarzamini Rum naž mardәm růyxat k̊әnaj vad ḱe әn dawrayi hukmronayi Kirinius әn Suriya wәraγd. Bu ar tan-an dәr xi qawni х̌araϑ šod ḱe ifi nәm әnda nәvәšan. Isәf ja naž Jalil, na х̌eri Nosira, әndoγd ata dәr Yahudo, i Dowudi х̌er Bayt-lahm šod. Dabe-ay idab šod ḱe u, Isәf, naž Dowudi zot at qawn vad. Way qatay Maryam ja šod ḱe way-ra xiх̌ay ḱiyagin (pistagin) vad ata homilador vad. If-an šod ḱe ifi nәm ja әn růyxat nәvәšan. Ata if-an әnda ḱe vad, imi birayaji waxt fәrapt. Ata xi awaloni Poc-ay vәyůg a zәrwed-ay žә-Way, ata awad-ay žә-Way әn wanůr, dabe ḱe әn ḱe qәšxona if-ra jayan na vad.
Escrita cirílica
Йоға вад ќе ду мит̌ат̌ наж Ав̌густ — поччойи Рум — ҳукм мад ќе ән кәли сарзамини Рум наж мардәм ру̊йхат к̊әнаҷ вад ќе ән дав̌райи ҳукмронайи Кириниус ән Сурийа в̌әрағд. Бу ар тан-ан дәр хи қав̌ни х̌арат̌ шод ќе ифи нәм әнда нәвәшан. Исәф ҷа наж Ҷалил, на х̌ери Носира, әндоғд ата дәр Йаҳудо, и Дов̌уди х̌ер Байт-лаҳм шод. Дабе-ай идаб шод ќе у, Исәф, наж Дов̌уди зот ат қав̌н вад. В̌ай қатай Марйам ҷа шод ќе в̌ай-ра хих̌ай ќийагин (пистагин) вад ата ҳомиладор вад. Иф-ан шо д ќе ифи нәм ҷа ән ру̊йхат нәвәшан. Ата иф-ан әнда ќе вад, ими бирайаҷи в̌ахт фәрапт. Ата хи ав̌алони Поц-ай вәйу̊г а зәрв̌ед-ай жә-В̌ай, ата ав̌ад-ай жә-В̌ай ән в̌ану̊р, дабе ќе ән ќе қәшхона иф-ра ҷайан на вад.
Português
Naqueles dias, César Augusto promulgou um decreto de que deveria ser feito um censo de todo o mundo romano. Este foi o primeiro censo que ocorreu enquanto Quirino era governador da Síria. E todos foram para a sua própria cidade para se registrar. Assim também José subiu da cidade de Nazaré, na Galiléia, até a Judéia, a Belém, a cidade de Davi, porque ele pertencia à casa e linha de Davi. Ele foi lá para se registrar com Maria, que se comprometeu a se casar com ele e estava grávida. Enquanto eles estavam lá, chegou a hora de o bebê nascer, e ela deu à luz seu primogênito, um filho. Ela o envolveu em panos e o colocou em uma manjedoura, porque não havia nenhum quarto disponível para eles.